# Legok (Bantarkawung)
Legok is een bestuurslaag in het regentschap Brebes van de provincie Midden-Java, Indonesië. Legok telt 2852 inwoners (volkstelling 2010).